# Myxoproteus scoleciformis
Myxoproteus scoleciformis is een microscopische parasiet uit de familie Sinuolineidae. Myxoproteus scoleciformis werd in 1979 beschreven door Kovaljova & Gaevskaya. 